# Pentekostalizm w Nigerii

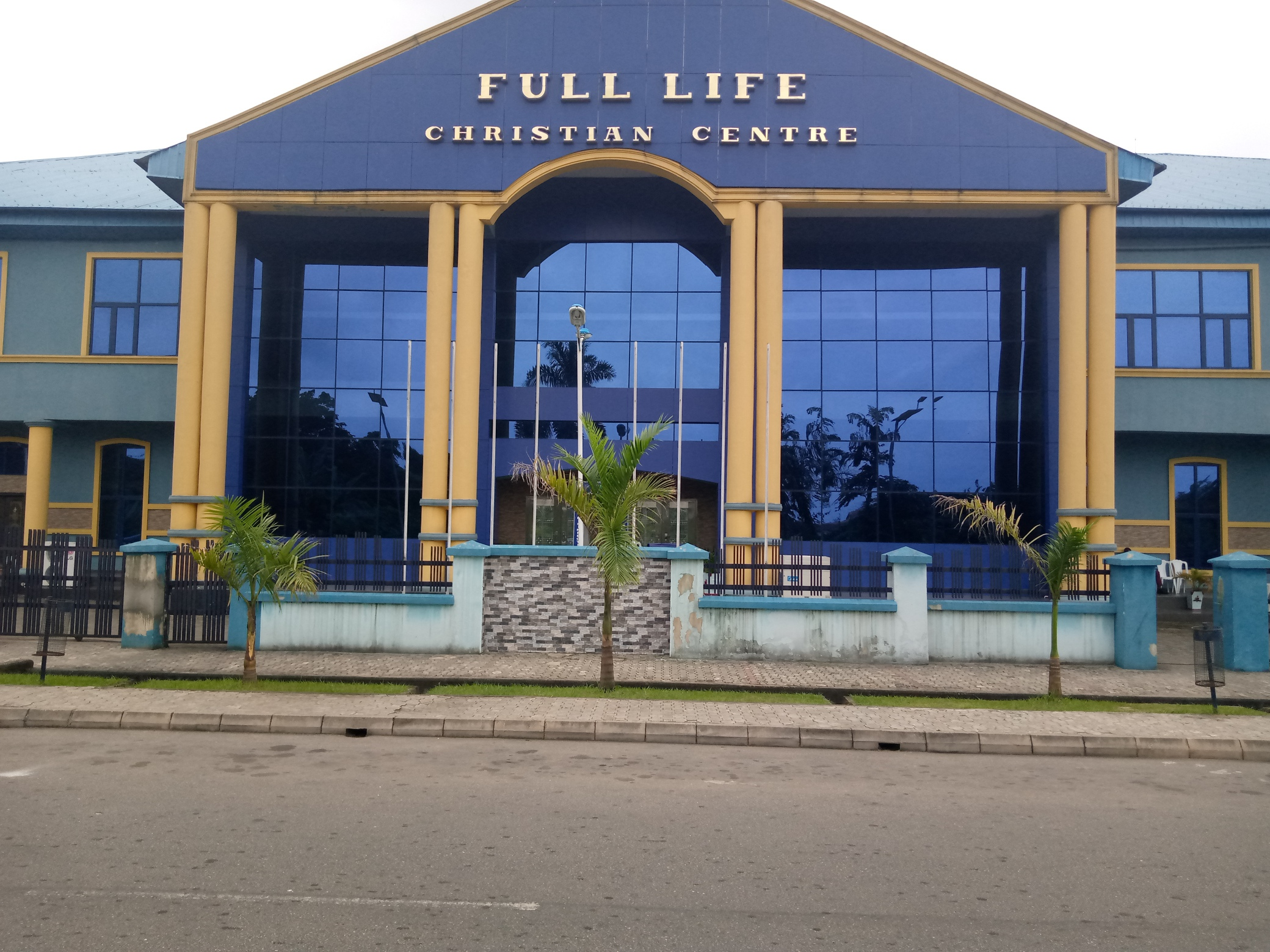
Megakościół – Centrum Chrześcijańskie Pełnego Życia w Uyo

Pentekostalizm w Nigerii – społeczność wyznawców Kościołów zielonoświątkowych w Nigerii, będąca największą siłą religijną w kraju po islamie i stanowiąca ponad 20% społeczeństwa. Podobnie jak i w innych krajach pentekostalizm w Nigerii jest podzielony na wiele denominacji. Nigeryjscy zielonoświątkowcy bardzo aktywnie angażują się w politykę, głównie w celu przeciwdziałania islamizacji.

## Historia
Około 1910 roku anglikański diakon uruchamia rodzimy ruch prorocki, który później przyjmuje nazwę Christ Army Church. W tym okresie również swoje początki bierze ruch Aladura (w języku Joruba słowo to oznacza „modlących się”). Wczesne kościoły wywodzące się z tego ruchu to Eternal Sacred Order of the Cherubim and Seraphim Society (założony w 1925) i Church of the Lord „Aladura” (założony w 1930). Około roku 1918 anglikańska grupa modlitewna zwana Precious Stone (Diamond) Society leczy ofiary epidemii grypy. Grupa opuszcza Kościół anglikański na początku 1920 roku i stowarzysza się z kościołem Faith Tabernakulum, z siedzibą w Filadelfii.
W 1930 roku Joseph Babalola z Faith Tabernakulum prowadzi przebudzenie, w którym nawraca się tysiące. W 1932 roku jego ruch po wejściu w konflikt z władzami kolonialnymi rozpoczyna stosunki z zielonoświątkowym Kościołem Apostolskim, z Wielkiej Brytanii. Współpraca zakończyła się poprzez różnicę zdań na temat wykorzystania współczesnej medycyny. W 1941 roku Babalola zakłada niezależny Apostolski Kościół Chrystusa. Szacuje się, że w 1990 roku miał ponad 1 milion członków. W tym okresie przybywają kościoły z zagranicy takie jak: Walijski Kościół Apostolski (1931), Zbory Boże (1939) i Kościół Poczwórnej Ewangelii (1954).
W 1950 z Beninu do zachodniej Nigerii przybywa Niebiański Kościół Chrystusa (Celestial Church of Christ). Kościół szybko rozwija się w północnej Nigerii i staje się jednym z największych kościołów w Afryce, z ruchu Aladura. W 1952 roku, były członek kościoła Cherubim and Seraphim Society Josiah Akindayomi zakłada Odkupiony Chrześcijański Kościół Boży. Pod kierownictwem Enocha Adeboye, kościół staje się coraz bardziej zielonoświątkowy w teologii i praktyce, i rośnie z szacowanych 42 zgromadzeń w 1980 r. do około 7000 w 2004 r., z wyznawcami w ponad 90 krajach, w tym USA.
W latach 1960-1970 następuje fala ekspansji nowych kościołów pochodzących z ewangelicznych przebudzeń studenckich. Liderem tej ekspansji jest jeden z najbardziej wpływowych kaznodziei zielonoświątkowych w Afryce – Benson Idahosa. Idahosa w 1972 roku ustanawia nowy związek wyznaniowy Międzynarodową Misję Kościoła Bożego (Church of God Mission International). W 1974 roku zostaje założona we wschodniej Nigerii Grace of God, organizacja zrzeszająca zielonoświątkowców. W 1975 roku zostaje założony Biblijny Kościół Głębszego Życia (Deeper Life Bible Church) i szybko staje się jednym z największych kościołów neozielonoświątkowych w Nigerii, z około 350 tysięcy członków w 1993 r.
W 1986 roku David Oyedepo zakłada na przedmieściach Lagos megakościół Living Faith Outreach Worldwide, zdolny pomieścić 50 000 osób.
Badanie z 2006 roku sugeruje, że „przebudzeniowcy” – w tym charyzmatycy i zielonoświątkowcy – stanowią około trzech na dziesięciu Nigeryjczyków. Badanie wykazało również, że około sześciu na dziesięciu protestantów w Nigerii są albo zielonoświątkowi lub charyzmatyczni, a trzech na dziesięciu ankietowanych katolików w Nigerii mogą być klasyfikowani jako charyzmatyczni.
W latach 2015–2023, zielonoświątkowcy w Nigerii mieli swojego wiceprezydenta – pastora Yemi Osinbajo.

## Charakterystyka
Nigeryjscy zielonoświątkowcy mają tendencję do postrzegania swojej wiary religijnej jako środka do „zerwania” ze swoim „dziedzictwem pogańskim” i nowego narodzenia jako sposobu na wyzwolenie się od duchowej i kulturowej tradycji afrykańskiej (Meyer 1998). Niektóre kościoły zielonoświątkowe kładą duży nacisk na dziesięcinę i dobrobyt materialny („ewangelii sukcesu”), podczas gdy inne skupiają się bardziej na ascezie i czystości („świętości”) lub uzdrawianiu i egzorcyzmach („wyzwoleniu”).
Według danych World Christian Database z 2020 roku, zielonoświątkowcy i charyzmatycy stanowią około 63% chrześcijan w Nigerii, których jest ponad 95 milionów. W Lagos znajduje się 14 megakościołów, dzięki czemu metropolia zyskała sobie przydomek stolicy „światowego pentekostalizmu”.

## Denominacje

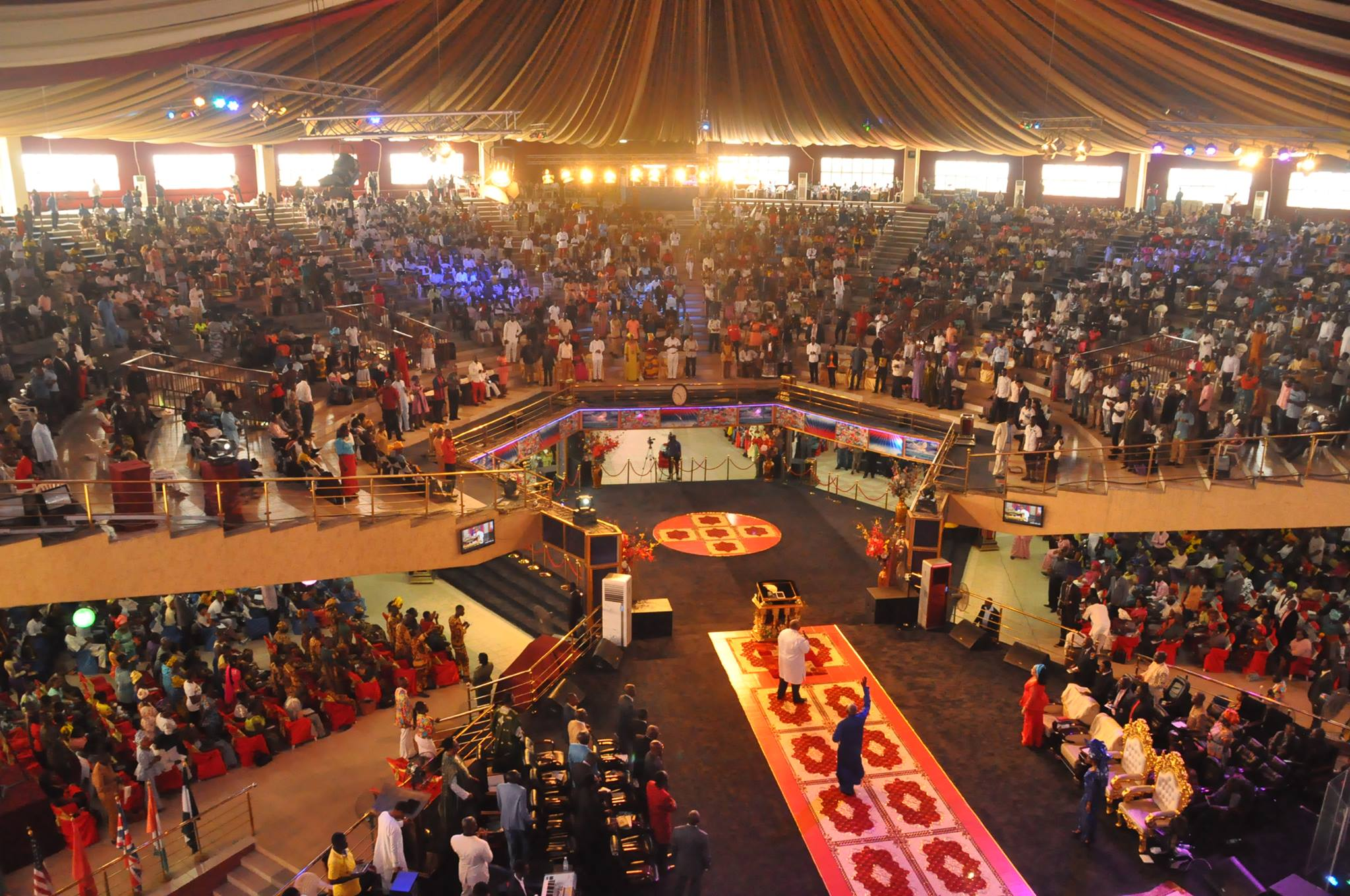
Wnętrze megakościoła Word of Life Bible Church w Warri

Ważniejsze denominacje zielonoświątkowe:
- Apostolski Kościół Chrystusa (Christ Apostolic Church),
- Biblijny Kościół Głębszego Życia (Deeper Life Bible Church),
- Cherubim & Seraphim Church of Zion in Nigeria,
- Christ Army Church,
- Faith Tabernakulum,
- Kościół Apostolski (Apostolic Church),
- Kościół Cherubów i Serafinów (Eternal Sacred Order of the Cherubim and Seraphim Society),
- Kościół Pana „Aladura” (Church of the Lord „Aladura”),
- Kościół Poczwórnej Ewangelii (Foursquare Gospel Church),
- Living Faith Ministries,
- Międzynarodowa Misja Kościoła Bożego (Church of God Mission International),
- Niebiański Kościół Chrystusa (Celestial Church of Christ),
- Odkupiony Chrześcijański Kościół Boży (Redeemed Christian Church of God),
- The Gospel Faith Mission,
- The Holy Flock of God,
- The Holy Order of Cherubim & Seraphim,
- Zbory Boże w Nigerii (Assemblies of God Nigeria).